# Carlos Miloc
Carlos Miloc Pelachi, né le 9 février 1932 à Montevideo en Uruguay et mort le 25 février 2017 à  Monterrey (Mexique), est un footballeur uruguayen reconverti en entraîneur. Il possède également la nationalité mexicaine.

## Biographie

### Entraîneur
Il entraîne l'équipe du Guatemala lors de la Gold Cup 2000.

## Palmarès

### Joueur
- Avec le Club Nacional :
  - Champion d'Uruguay en 1950 et 1952

### Entraîneur
- Avec l'UANL Tigres :
  - Champion du Mexique en 1978 et 1982

- Avec le Club América :
  - Vainqueur de la Ligue des champions de la CONCACAF en 1990
  - Vainqueur de la Copa Interamericana en 1990

- Avec le CSD Comunicaciones :
  - Champion du Guatemala en 1997, 1999 et 1999 (A)